# Langerfelder Tunnel
Der Langerfelder Tunnel ist ein 239 Meter langer Eisenbahntunnel in Wuppertal-Langerfeld. Er befindet sich in der 1890 eröffneten und inzwischen stillgelegten Güterverkehrs-Verbindungskurve zwischen der Bahnstrecke Wuppertal-Oberbarmen–Opladen und der Wuppertaler Hauptstrecke vor dem Güterbahnhof Langerfeld (VzG-Streckennummer 2702). Das Südportal vor dem Betriebsbahnhof Rauental befindet sich neben den Rauenthaler Tunneln.
Der Tunnel soll nach der Aufweitung und Erneuerung des Rauenthaler Tunnels ab 2025 als Erweiterung der Langerfelder Trasse zum Radweg umgebaut werden.

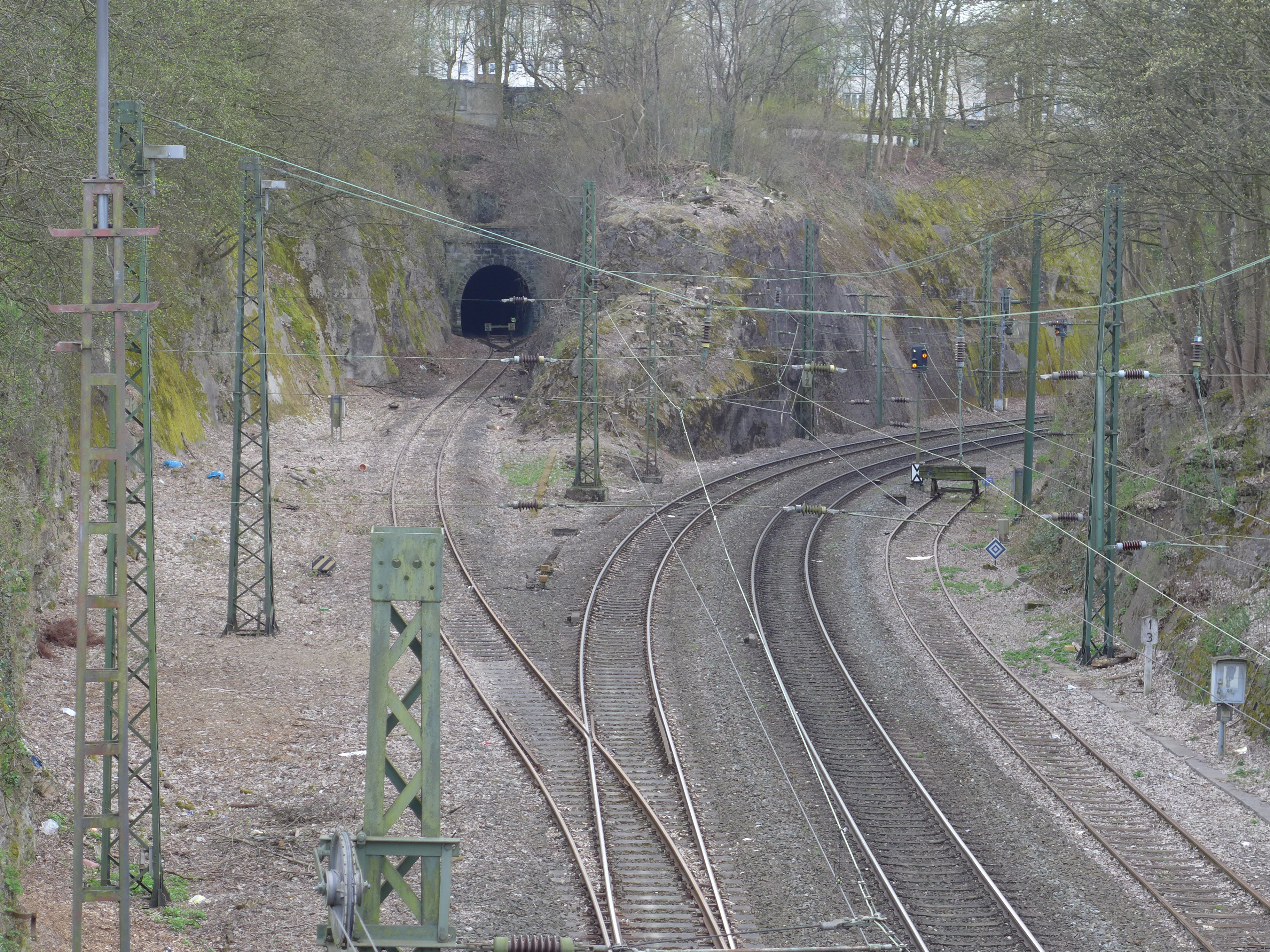
Langerfelder Tunnel, Nordportal (links). Rechts die Strecke zwischen dem Güterbahnhof Wuppertal-Langerfeld und Oberbarmen